# 巴扎魯托島

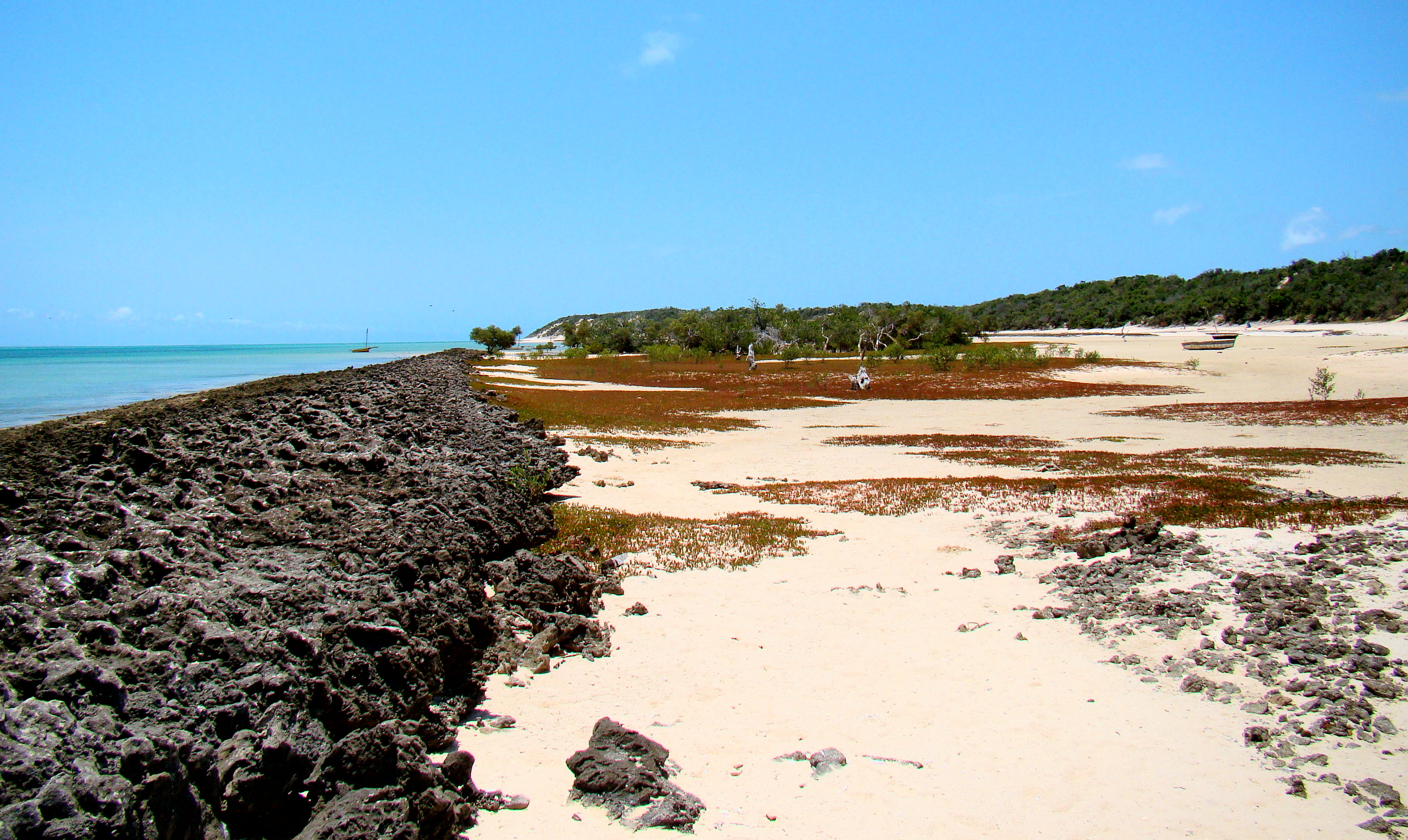

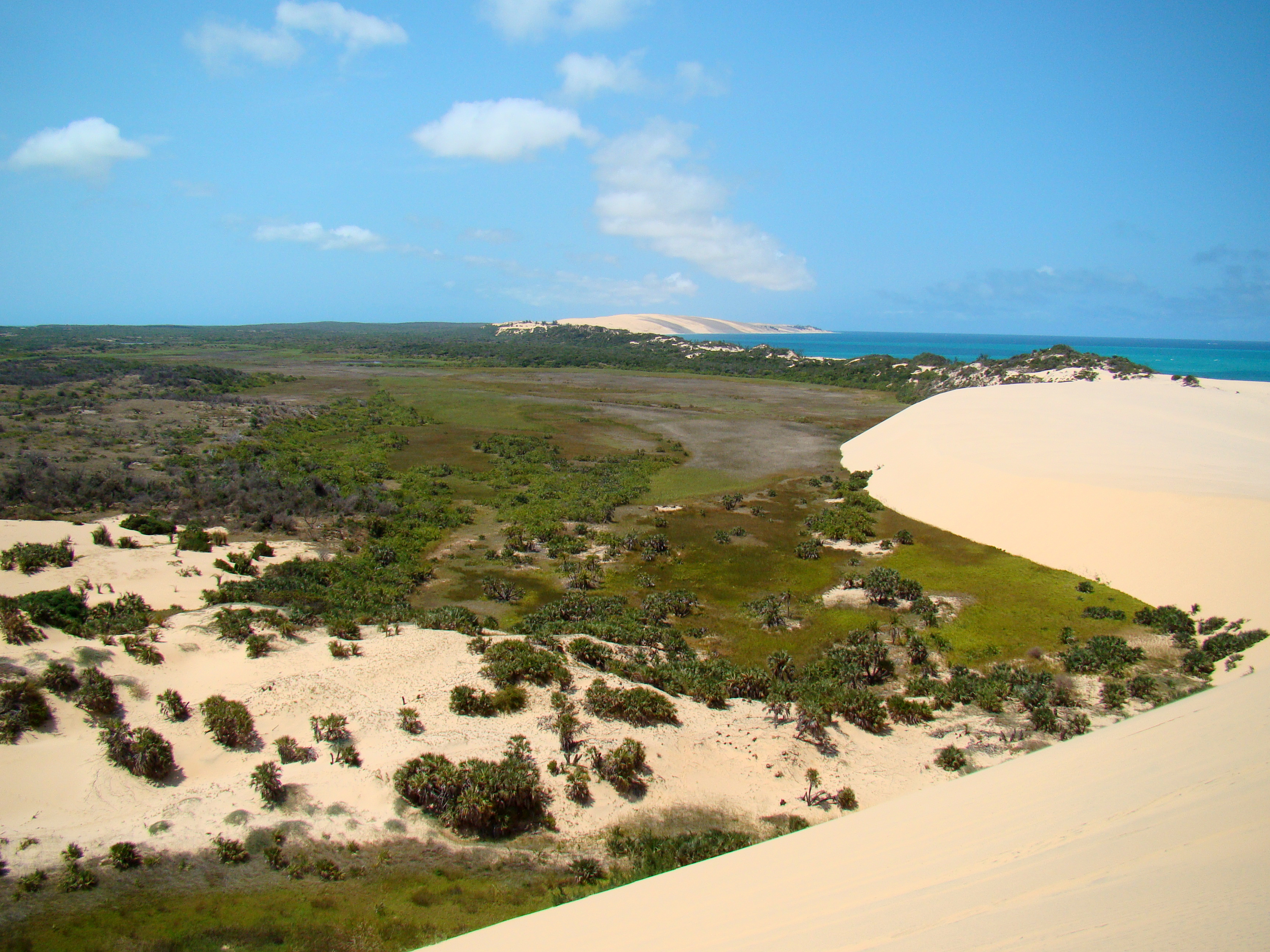

巴扎魯托島（Bazaruto）是東非國家莫桑比克的島嶼，屬於巴扎魯托群島的一部分，由伊尼揚巴內省負責管轄，位於薩韋河口東南約80公里，長31公里、寬6公里，每年平均降雨量850毫米。

## 外部連結
- National Aeronautic and Space Administration （页面存档备份，存于）
- www.Bazaruto.org